# Senat (Elfenbeinküste)
Der Senat der Elfenbeinküste (Sénat de Côte d'Ivoire) ist das Oberhaus im Zweikammersystem der Elfenbeinküste. Er repräsentiert die Regionen der Elfenbeinküste.

## Geschichte
Nach einem Verfassungsreferendum wurde das Einkammersystem der Elfenbeinküste in ein Zweikammersystem umgewandelt und 2016 der Senat als Oberhaus geschaffen. Der Senat tagte zum ersten Mal 2018 nach den ersten ivorischen Senatswahlen am 24. März 2018.

## Wahlsystem
Der Senat hat 99 Mitglieder, deren Amtszeit fünf Jahre beträgt. 66 Senatoren werden von den Mitgliedern der Nationalversammlung und den Mitgliedern der Räte der Gemeinden, autonomen Bezirke und Regionen gewählt. Die restlichen 33 Senatoren werden vom Präsidenten ernannt. Jede der 33 Regionen und autonomen Bezirke hat damit zwei gewählte Senatoren und einen vom Präsidenten ernannten, unabhängig von der Bevölkerungsgröße. 

## Sitz
Der Sitz des Senats befindet sich in der Hauptstadt Yamoussoukro, wo sich seit 2016 auch der Sitz der Nationalversammlung befindet.

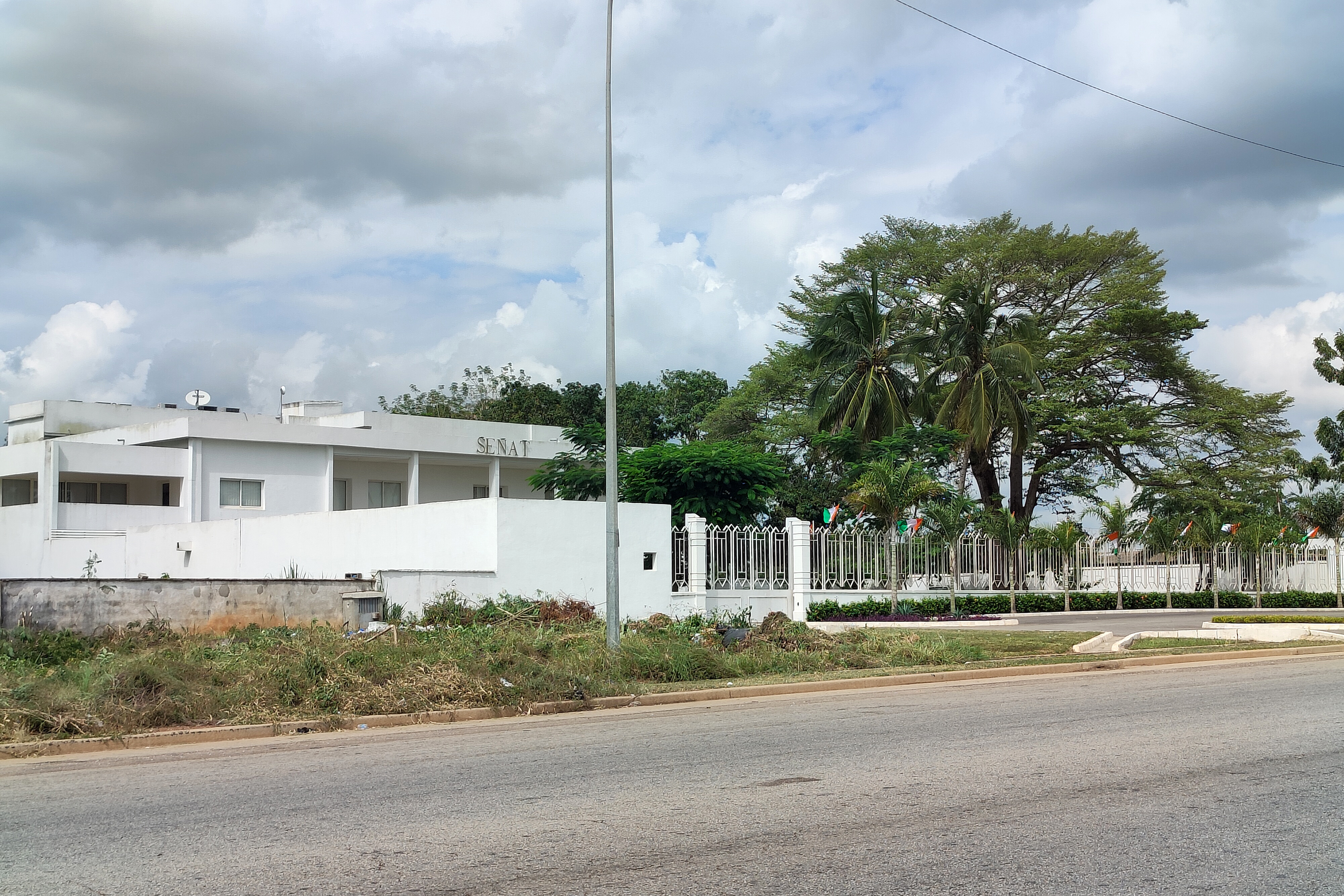
Sitz des Senats in Yamoussoukro.